# Paris, Kentucky
Paris är en stad ("city") i den amerikanska delstaten Kentucky med en yta av 17,6 km² och en folkmängd, som uppgår till 9 183 invånare (2000). Paris är administrativ huvudort i Bourbon County, Kentucky. Orten grundades 1789 som Hopewell och hörde till Virginia precis som resten av nuvarande Kentucky. Namnet ändrades redan 1790 till Paris som tack till Frankrikes hjälp till USA i amerikanska revolutionskriget.